# Metalloleptura basirufipes
Metalloleptura basirufipes är en skalbaggsart som beskrevs av Hayashi 1983. Metalloleptura basirufipes ingår i släktet Metalloleptura och familjen långhorningar. Inga underarter finns listade i Catalogue of Life.